# La revolución (película de 1973)
 La revolución  es una película filmada en colores de Argentina dirigida por Raúl de la Torre según su propio guion que se estrenó el 26 de abril de 1973 y que tuvo como protagonistas a Graciela Borges, Federico Luppi, Lautaro Murúa y Oscar Ferrigno.

## Sinopsis
Ambientada en el Virreinato del Río de la Plata, un criollo que lidera un movimiento independentista es herido y lo ayuda la esposa del gobernador.

## Reparto
- Graciela Borges
- Federico Luppi
- Lautaro Murúa
- Oscar Ferrigno
- Adrián Ghío
- Luis E. Corradi
- Gastón Gilli
- Carlos Cotto
- Francisco Rullán
- Osvaldo Terranova
- María Luz Harriague
- Socorro González
- Leal Rey
- Isabel Rodríguez
- Irene Rodríguez
- Guillermo Carrizo

## Comentarios
Esquiú escribió:

”Escasa profundidad dada al tema, exceso de parlamentos.”

La Opinión dijo:

”Incursiona sin profundidad en el pasado y el presente de la Argentina.”

Manrupe y Portela escriben:

”Fallida alegoría de la Argentina de los ’70 que no llega a ahondar  jamás en el asunto.”